# 로드킬

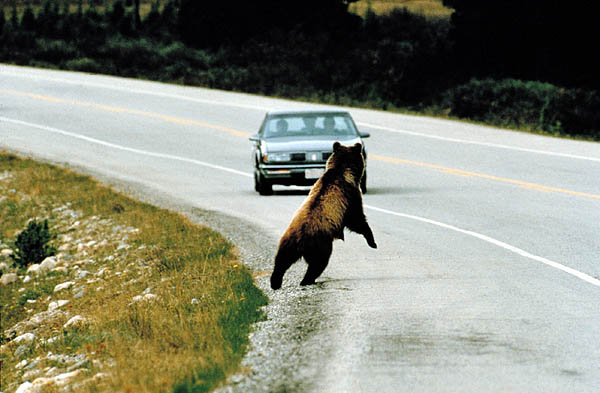
차에 치이기 직전의 불곰

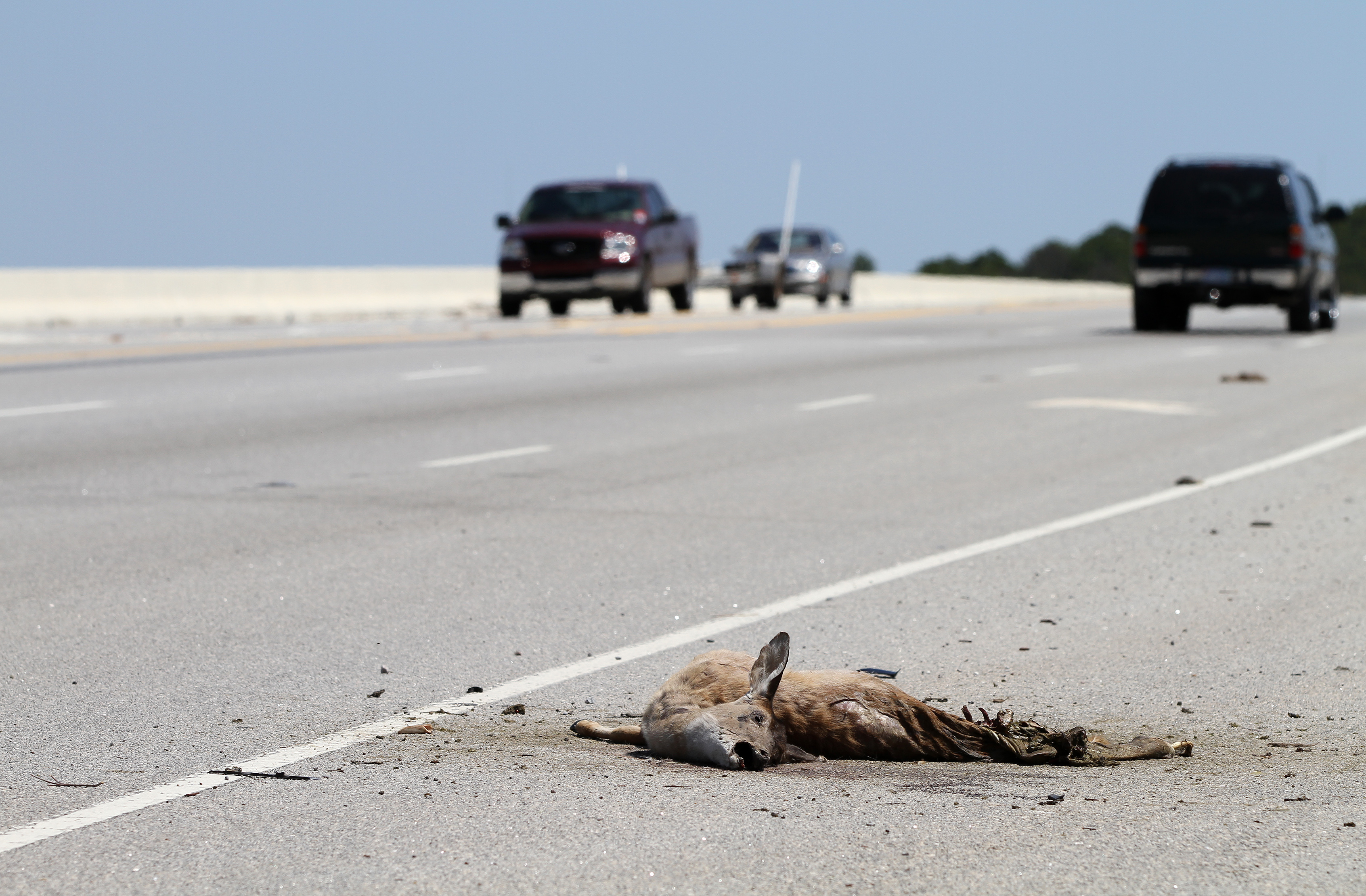
치어죽은 사슴

로드킬(영어: Roadkill) 또는 동물 역사(動物 轢死)는 동물이 도로에 나왔다가 자동차 등에 치여 사망하는 사고를 말한다. 그 종류는 사슴, 노루, 고라니 등 야생동물에서 개나 고양이 같은 애완동물까지 다양하다. 2006년 30개월간 지리산 인근에서 사망한 동물의 수만 5,600마리에 이르고, 이틀간 3000km의 도로에서만 1000여 가 로드킬을 당하니 전국 10만km의 도로에서는 셀수없이 많은 동물이 숨을 거둔다.
로드킬을 방지하기 위해 생태통로를 설치하거나 위험도로에는 아예 동물이 뛰어들지 못하도록 울타리를 설치하기도 한다. 또한 대한민국의 주요 도로에서는 연간 평균 500억마리의 곤충이 자동차에 치여 죽는 일이 발생한다.(파이낸셜뉴스. 2011년 7월 16일)
국립국어원에서는 로드킬을 찻길동물사고로 다듬었다.

## 역사
기계화된 교통수단이 출현하기 전에는 본질적으로 존재하지 않았던 로드킬은 20세기 초 자동차 속도의 증가와 관련이 있다. 1920년에 박물학자 조셉 그리넬(Joseph Grinnell)은 캘리포니아 주에서 관찰한 내용에 대해 다음과 같이 썼다.: "아마도 24시간마다 수천 번이 될 것이다."
유럽과 북미에서는 사슴이 차량 손상을 일으킬 가능성이 가장 높은 동물이다. 호주에서는 불바(bullbar, 일반적으로 호주에서는 캥거루와 관련하여 '루바'로 알려짐)와 같이 차량을 훼손시킬 수 있는 다양한 동물로부터 보호하기 위해 취한 특정 조치를 통해 호주 경험에 로드킬과 관련된 몇 가지 독특한 특징이 있음을 나타낸다.

## 원인
도로 개발은 서식지와 개체수를 변경 및 격리하고 야생동물의 이동을 방해하며 광범위한 야생동물 사망률을 초래함으로써 야생동물에 영향을 미친다. 한 작가는 "우리의 절연된 산업화 문화는 우리를 앞 유리 너머의 삶과 단절시킨다."라고 말한다. 차량 경로에 있는 다른 사람의 움직임에 주의를 기울이지 않고 "무심코" 운전하는 것, 정지를 허용하지 않는 속도로 운전하는 것, 산만함은 사망자 수에 영향을 미친다. 더욱이, 사람들이 도로 위의 생명 없는 시체를 무시하는 법을 배우게 되면 무관심과 절망의 문화가 조성된다.

## 로드킬당한 동물 먹기
충분히 신선하다면 로드킬을 당한 동물을 먹을 수 있으며 로드킬 전용 요리법 책이 여러 권 있다. 길에서 죽은 동물을 먹는 관습은 대개 비웃음을 당하며, 대부분의 사람들은 그것이 안전하지 않거나 위생적이거나 건강에 좋지 않다고 생각한다. 예를 들어, 테네시 주의회가 사고로 죽임을 당한 동물의 활용을 합법화하려고 시도했을 때 동물은 고정관념과 조롱의 대상이 되었다. 그럼에도 불구하고 일부 문화권에서는 신선한 로드킬 동물을 사냥으로 얻은 것과 유사한 영양가 있고 경제적인 고기 공급원으로 사용하는 전통이 있다.

## 같이 보기
- 조류 충돌
- 부시미트
- 서식지 파괴
- 생태통로
- 뺑소니
- 어느 날 그 길에서 - 로드킬을 소재로 한 다큐멘터리, 황윤 감독